# Cristal Atlético Clube
El Cristal Atlético Clube és un club de futbol brasiler de la ciutat de Macapá a l'estat d'Amapá.

## Història
El Cristal Atlético Clube fou fundat el 15 de novembre de 1969. Va guanyar la Segona Divisió del campionat amapaense els anys 1988 i 2005, i el de primera divisió el 2008, en derrotar el São José a la final.

## Palmarès
- Campionat amapaense:
  - 2008

- Campionat amapaense Segona Divisió: 
  - 1988, 2005

## Estadi
Cristal disputa els seus partits a l'Estadi Glicério Marques. L'estadi té una capacitat per a 3.500 espectadors.